# Gibbaranea omoeda
Gibbaranea omoeda là một loài nhện trong họ Araneidae. Loài này phân bố ở Bỉ và Hà Lan.